# آری هاسینک
آری هاسینک (هلندی: Arie Hassink؛ زادهٔ ۹ دسامبر ۱۹۵۰) دوچرخه‌سوار اهل هلند است.